# 로마의 공학

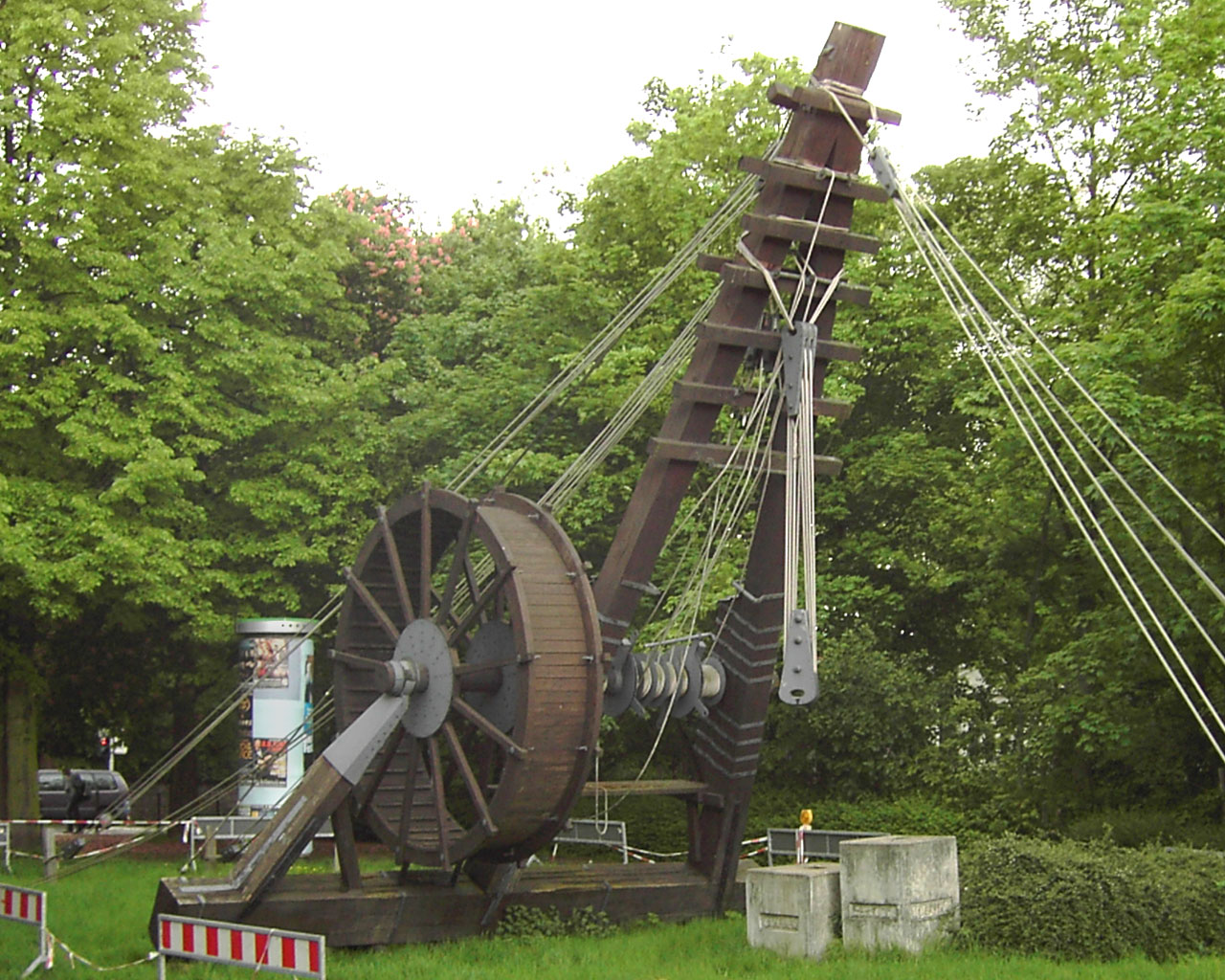
독일에 있는 10.4m 높이의 로마 시대의 폴리스파스토스의 복원품

고대 로마인들은 진보된 공학 업적들로 유명하였다. 도시들로 물을 길러 오는 기술은 동방 지역들에서 개발되었으나, 그리스에서 생각조차 못한 기술 형태로 변모시켰다. 로마에서 사용된 건축술은 그리스와 에트루리아에서 많은 영향을 받았다.
도로는 이때 당시에도 흔했지만, 로마인들은 도로의 설계를 개선하였고 오늘날에도 여전히 많은 도로들이 사용될 정도로 그 완성도를 높였다. 로마인들의 성취물들은 같은 시기 대부분의 다른 문명들을 뛰어넘었고, 그 이후에도, 여러 로마인들의 건축물들은 특히 르네상스 기간등 다른이들에게 영감을 주던 시기를 견뎌냈다. 추가적으로, 로마인들의 공학적 기여는 대 플리니우스 같은 작가들한테 어느정도 상세히 묘사되었고, 그래서 이들의 많은 발명과 성취물들이 기록으로도 남아있다.

## 수도교

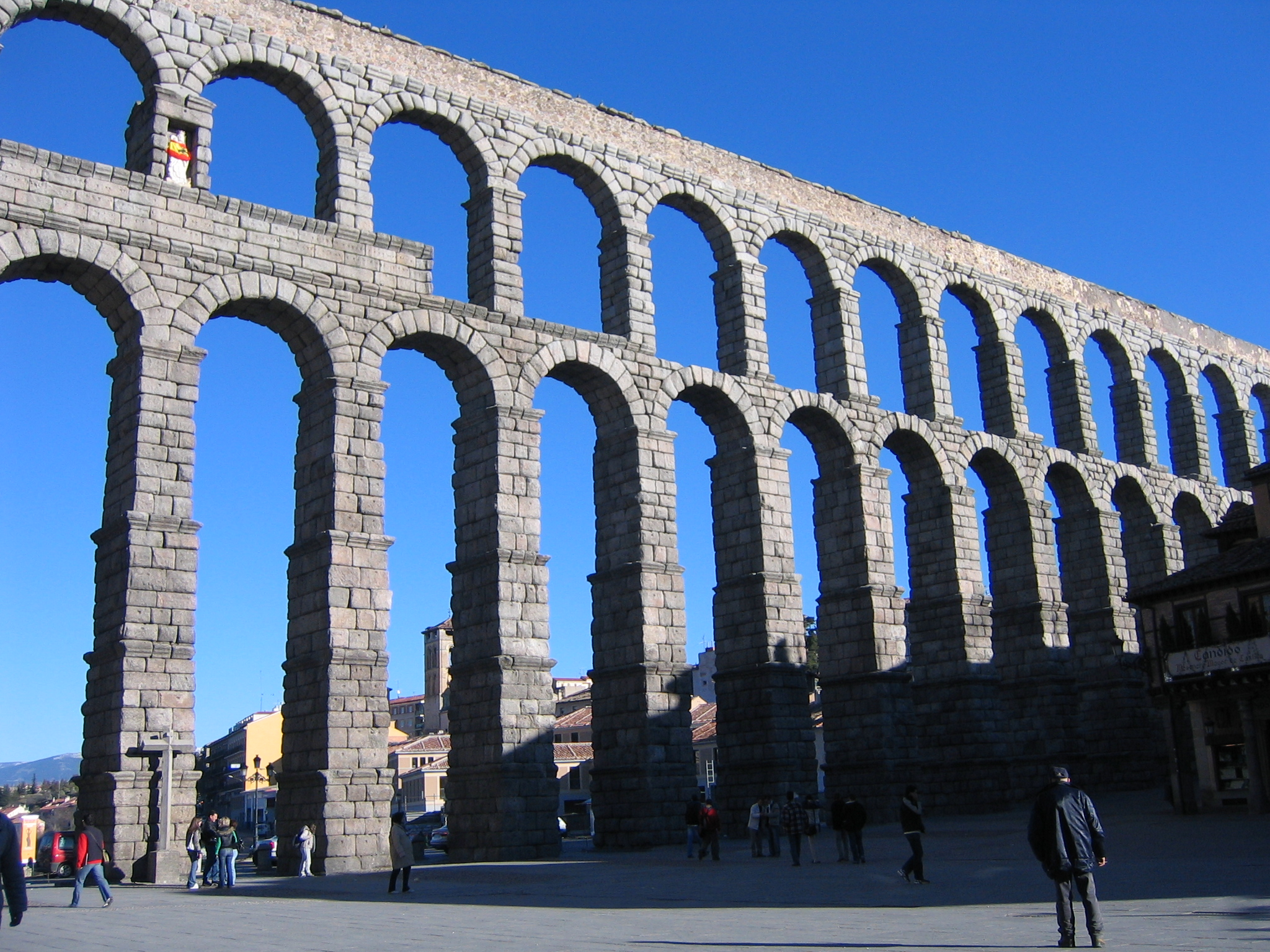
스페인의 세고비아 수도교

1,000 세제곱미터의 물이 매일 다른 11개의 수도교에서 로마로 옮겨진다. 고대 로마의 1인당 평균 물 사용량은 뉴욕시나 현재의 로마 같은 오늘날 도시들의 사용량과 맞먹는다. 대부분의 수자원은 욕탕과 하수관 같은 공공 용도로 사용되었다. ‘로마 수도론’은 서기 1세기 로마의 수도교들에 대한 내용에 관한 신뢰성 높은 두 권 분량의 전문 서적으로, 프론티누스가 썼다.
수도교들은 10-100km 거리까지 뻗어 있었고, 일반적으로 수원에서 해발 300m 높이에서 시작하여 수로교가 도시 인근 저수 시설에 도달하면 100m 높이로 내려갔다. 로마의 공학자들은 높은 수도교를 짓는 것이 비효율적이라 판단할 경우 계곡을 가로 질러 물을 이송시키기 위해 역사이펀 장치를 사용했다. 로마 군단들은 수도교 건설에 있어서 많은 부분들을 담당했었다. 보수 및 관리는 보통 노예들이 하였다.
로마인들은 수력을 이용하는 데 있어 가장 뛰어난 문명들 중에 하나였다. 이들은 그리스 세계 밖에서 밀가루를 빻기 위하여 어느 정도 최초의 물레방아를 지었고 지중해 전역으로 물레방아를 짓는 기술들을 퍼트렸다. 물레방아에 대한 가장 유명한 예시는 프랑스 남부 바르브갈에 있으며, 이곳에는 언덕 쪽으로 지어진 상사식 제분기 최소 16개가 쏟아지는 물 아래에 제분기를 작동시키는 물을 공급하는, 단 하나의 수도교로 작동되었다.
이들은 수력 채굴 같이 광물을 추출하는 데 사용되는 채광 장비에 필요로 한 수도교를 짓고, 채석장에서 필요한 물을 저장하는 저수 시설을 짓는 데도 능숙했다. 이들은 분쇄 및 탈수 장치와 같은 채광 장비들을 짓고 다룰 수 있는 것으로도 알려져 있다. 물을 끌어올리기 위한 로마 시대의 넓은 지름의 수직형 바퀴가 스페인 남서부 틴토강에서 발굴된 바가 있었다. 로마인들은 웨일스 남서부의 돌라이코시 및, 라스 메둘라스처럼 1세기 이른 시기부터 아주 대규모의 금광들이 개발되었던 스페인 북서부처럼 황금 자원들을 개발하는 데 밀접히 연관되어 있었다.

## 교량

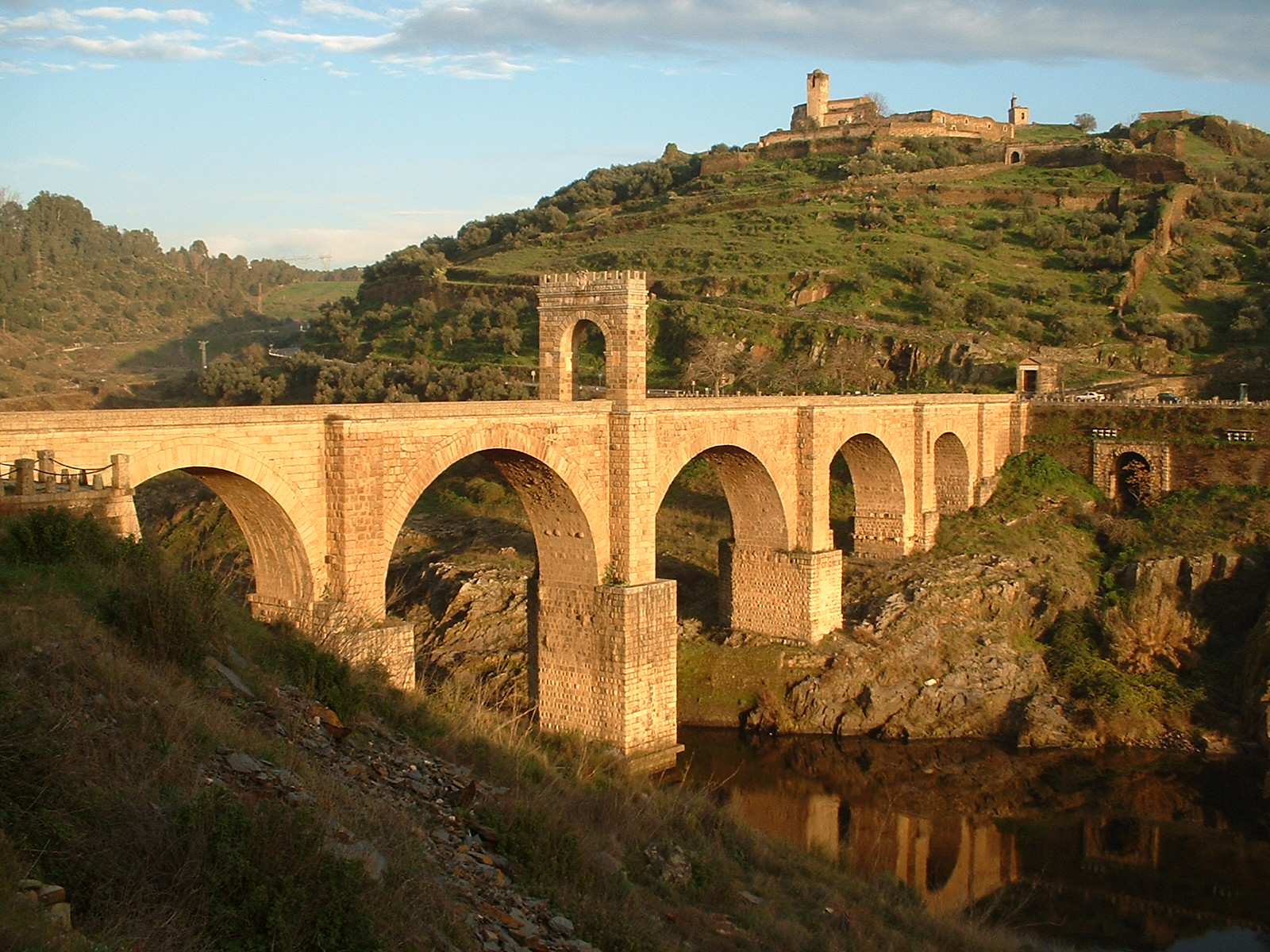
스페인의 알칸타라 다리

로마의 교량들은 지어진 다리들 중에 가장 크고 오래가는 편에 속했다. 이들은 아치를 기본 구조로 적용하여 석제를 이용해 지었다. 대부분의 교량들은 또한 콘크리트를 활용하였다.
기원전 142년에 지어진 폰스 아이밀리우스, 이후에 ‘폰테 로토’(Ponte Rotto, 부서진 다리)라 불리던 교량은 이탈리아 로마에서 가장 오래된 석제 교량이다.
가장 큰 로마 교량은 다마스쿠스의 아폴로도로스가 다뉴브강 하류에 지은 트라야누스 다리로, 전체 길이와 경간 길이 면에서 건설된 다리 중 가장 긴 다리로 천 년이 넘게 남아 있었다. 트라야누스 다리는 수면 위로 높이가 일반적으로 최소 18m이었다.
임시 군사용 교량 건축물의 예시에는 카이사르의 라인강 교량 두 개가 있다.

## 댐
로마인들은 로마에 물을 공급하는 가장 큰 수도교인 안니오 노부스에 물을 전달하는 댐인 수비아코 댐을 비롯하여 물 저장을 위한 여러 댐들을 지었다. 수비아코 댐 중에 하나는 전해진 바에 의하면 발견되거나 추정된 바에 의하면 가장 높은 높이라고 한다. 로마인들은 메리다 지역의 댐 같이, 스페인에 72개의 댐을 건설했으며, 더 많은 댐들이 제국 전역에 지어진 것으로 알려졌다. 갈리시아주의 몬테푸라도(Montefurado)에서, 로마인들은 강바닥에 사금들을 캐기 위해 실강을 가로지르는 댐을 지은 것처럼 보인다. 이 지역은 유명한 로마의 금광 지대인 라스 메둘라스와 가깝다.
영국의 몇몇 흙 댐들이 알려져 있으며, 여기에는 로마 시대의 랜체스터인 롱고비키움에 잘 보존되어 있는 예시를 포함하는데, 이 지역에서 발견된 광재 퇴적물로 판단해볼 때 이곳에서 대규모 금속세공 및 제련 작업이 있었을 수 있다. 물을 저장하는 저수 시설들 역시도 수도교 장치들과 더불어 흔했으며, 웨일스 서부의 돌라이코시 금광 지역들에는 이러한 예시들이 대량으로 있는 것으로 알려져 있다. 석조 댐은 취락 뒤쪽에 와디에서 나오는 급수를 공급하기 위한 목적으로 북아프리카 지역들에서 흔했다.

## 건축

로마의 콜로세움.

고대 로마의 건축물과 건축술은 현대적 기준에서도 인상적이었다. 그 예시로 키르쿠스 막시무스는 경기장으로 쓰일 만큼 충분히 넓었다. 콜로세움 역시도 로마 건축술이 최고조에 다다랐을 때의 예시를 보여준다. 로마인들이 지은 많은 경기장들 중에 하나인 콜로세움은 로마 건축물들과 일반적으로 관련있는 아치들과 곡선을 보여주고 있다.
로마의 판테온은 기념물이자 무덤으로써 여전히 존재하고, 디오클레티아누스 욕장과 카라칼라 욕장은 보존 상태면에서 아주 우수한데, 전자의 경우에는 돔의 형태를 그대로 유지하고 있기도 하다. 이러한 대규모 공공 건축물들은 제국 전역에 뻗어 있는 여러 속주 중심 도시들에서 모방되었고, 건축물들의 설계와 구조에 대한 일반적인 특징들은 1천년 전환기에 기념비적인 작품 ‘건축서’를 지필한 비트루비우스를 통해 묘사되었다.
욕탕을 목적으로 발달된 기술들은 특히나 인상적이었는데, 그중에서도 최초의 중앙 난방 기술 중 하나인 하이포코스트가 널리 사용된 것이었다. 이 기술의 고안은 넓은 공공 건물에서만 쓰인 것이 아니라, 제국 곳곳에 지어진 많은 빌라들 같은 가정용 건물에도 퍼졌다.

## 소재
가장 흔한 소재들은 벽돌, 조적조나 같은 석재, 시멘트, 콘크리트, 대리석 등이었다. 벽돌은 여러 다양한 형태를 취했다. 곡이 진 벽돌들은 기둥을 짓는 데 사용되었고, 삼각형 벽돌들은 벽을 짓는 데 사용되었다.
대리석은 일반적으로 장식용 소재였다. 아우구스투스 황제는 자신이 로마를 벽돌의 도시에서 대리석의 도시로 탈바꿈한 것을 자랑으려 여기기도 했다. 로마인들은 원래는 그리스에서 대리석을 조달했으나, 이후에는 이탈리아 북부에 대리석 채석장이 있다는 것을 발견해낸다.
시멘트는 물과 모래가 섞인 소석회 (산화칼슘)로 만들어졌다. 로마인들은 모래를 화산재 같은 포졸란 첨가물로 대체하거나 보충하는 것이 시멘트를 더욱 단단하게 시키는 수경성 모르타르 혹은 수경성 시멘트라는 것을 발견하게 되었다. 이들은 이를 건축물, 공중 목욕탕, 수도교 등과 같은 구조물에 널리 사용하였고 이 건축물들의 보존 기간을 현대 시대까지 유지시켜 주었다.

## 도로

로마의 도로 구조 모습

로마의 도로들은 홍수와 그 밖에 환경 재난들에 영향을 받지 않도록 지어졌다. 로마인들이 건설한 도로들 일부는 현재까지도 사용되기도 한다.
로마 도로에 기준에는 여러 변형들이 존재한다. 최고 품질의 도로들 대부분은 다섯 층으로 이뤄졌다. ‘파비멘툼’(pavimentum)이라 알려진 바닥층은 1인치 두께이며 모르타르로 만들어졌다. 이 층 위에는 석제로 된 네 개 층이 있다. 파비멘툼 바로 위에 층은 ‘스타투멘’(statumen)이라 불린다. 스타투멘은 한 발자국 두께이고, 시멘트나 점토를 같이 섞은 돌들로 이뤄졌다.
그 위로, 10인치의 굳은 콘크리트로 이뤄진 ‘루덴스’(rudens)가 있었다. 그 다음 층은, ‘누클레우스’(nucleus)로 12에서 18인치의 연속해서 놓이고 말려진 콘크리트 층으로 이뤄졌다. 지름이 1에서 3피트 두께가 8에서 12인치인 규조토 혹은 용암 다각판으로 된 ‘숨마 크루스타’(Summa crusta)가 루덴스 맨 위에 놓였다. 마지막 가장 위에 표명은 콘크리트나 맨들맨들하고 잘 끼워맞춰진 부싯돌로 만들어졌다.
일반적으로, 도로가 장애물을 맞닥뜨릴 때, 로마인들은 장애물 주변으로 도로를 우회하는 것보다 해결책을 내놓는 것을 선호했는데, 다리들은 모든 규모의 수로에 맞춰 건설되었다. 습지는 기초를 단단히 다진 높은 포장도로를 건설하여 해결되었고, 구릉지대와 바위지대는 피하기보다는 자주 절단시키거나 터널을 뚫었다 (터널은 정사각형의 바위 벽돌로 만들어졌다).

## 채광

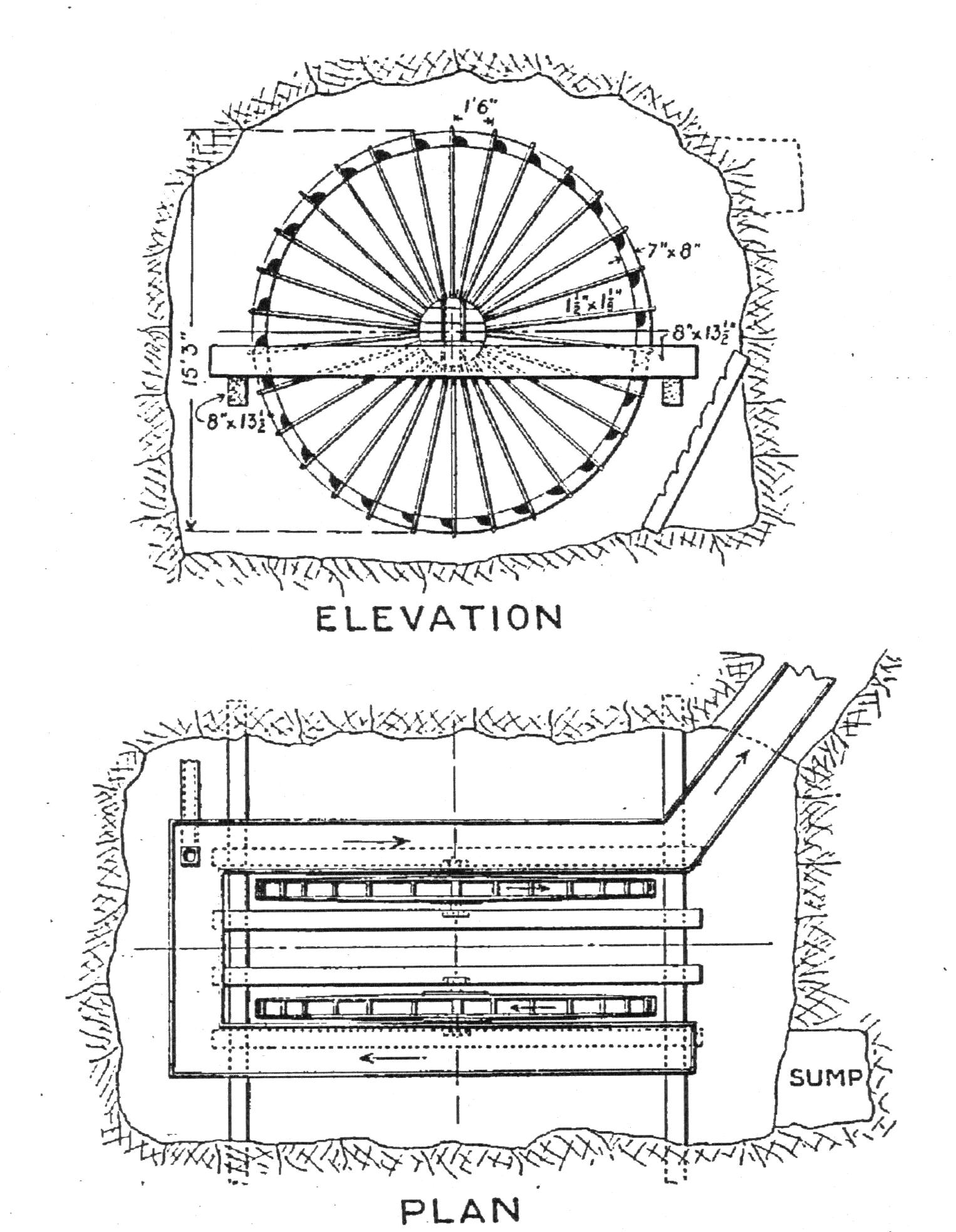
틴토강에서 쓰인 탈수용 기구.

로마인들은 광물을 캐는 데 공학을 사용한 최초의 문명이었으며, 특히나 갱도에서 작업을 돕기 위해 먼거리에서 물을 끌어오는 데 용수로를 사용하였다. 로마인들의 기술은 돌라이코시처럼 영국에서 그 흔적이 가장 선명한데, 돌아이코시에서 로마인들은 인접한 강과 시내에서 연결된 수로교 최소 5개를 사용하여 금을 채광하였다. 이들은 물탱크에서 물을 내보내어 흙을 씻겨내고 그리하여 눈에 보이는 광층이 있는 곳을 찾음으로써 광맥을 탐색하는 데 물을 사용하였다. 또판 이들은 잡석을 제거하고 그 다음에 화력 채굴로 약해진 뜨거운 바위를 식혀내는 데 같은 방법을 사용하였다 (수세 탐광이라고 함),
이러한 방법들은 노천광에서 아주 효과적이었을 것이지만, 화력 채굴은 지하에서 채광 시에 아주 위험하였다. 이런 채굴 방식들은 폭발물을 도입으로 불필요해졌지만, 수력 채광은 여전히 충적토의 주석 광석에 사용된다. 수력 채광은 부서진 광석을 씻겨내기 위한 통제 공급을 하는 데에도 사용되었다. 로마인들은 단단한 광석을 부수기 위한 수력 도광기를 고안해냈을 가능성이 높은데, 이를 통해 무게가 무거운 금가루들을 모으기 위해 잡석들을 씻어낼 수 있었다.
스페인 북서부의 라스 메둘라스 같은 충적토 광산에서, 로마인들은 대규모의 수력 채광 방식을 도입했다. 저수지와 수도교 등의 흔적들이 많은 다른 초기 로마 광산들에서 발견되기도 한다. 이들의 채광 방식들은 대 플리니우스가 쓴 《박물지》에서 상세히 묘사되었다.
플리니우스는 또한 지하 채굴에 대해서도 묘사하기도 했고, 역 상사식 수차를 사용하여 채굴장의 물을 빼내는 것에 필요성을 언급하기도 했는데, 실제 예시가 후대의 채광 작업 중에 노출된 여러 로마 광산들에서 발견되었다. 틴토강에 있는 구리 광산은 로마 시대의 광산 구조물들의 원천이었는대, 이곳에서 1920년대 16개 흔적들이 발견되었다. 로마인들은 또한 유사한 방식으로 물을 빼내는 데 아르키메데스 나선양수기를 사용하기도 했다.

## 군사 공학
공학은 로마의 군사에서도 제도적으로 뿌리내렸으며, 로마인들은 요새, 주둔지, 교량, 도로, 램프, 팔리세이드, 공성 장비 등을 만들어냈다. 로마 공화정 시기 군사용 교량 건축물 중에 가장 대표적인 예시 중 하나가 바로 라인강에 놓인 율리우스 카이사르의 다리였다. 이 다리는 공병 부대를 통해 10일 만에 완성되었다. 서기 2세기 초 트라야누스의 다키아 전쟁 중에 있어 로마 군사 공학의 위업들은 로마에 있는 트라야누스 원주에 기록되어 있다.
로마군은 금광에도 밀접히 연관되어 있고 서기 75년에 영국을 정복하고 얼마 안 되어 웨일스의 돌라이코시 지역의 금광에 방대한 수로들과 시스턴들을 건설했을 것이다.

## 동력 공학

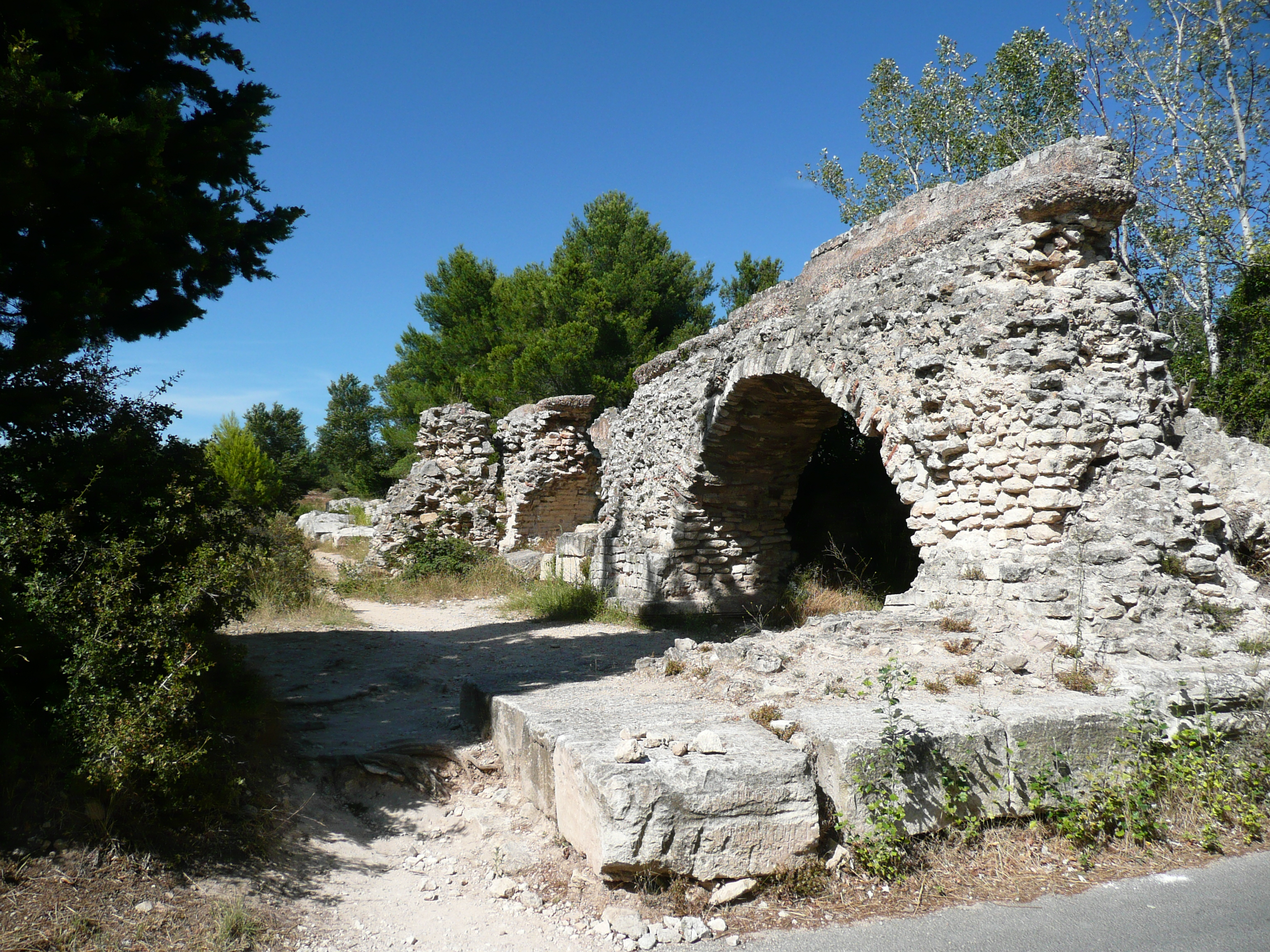
아를 수도교

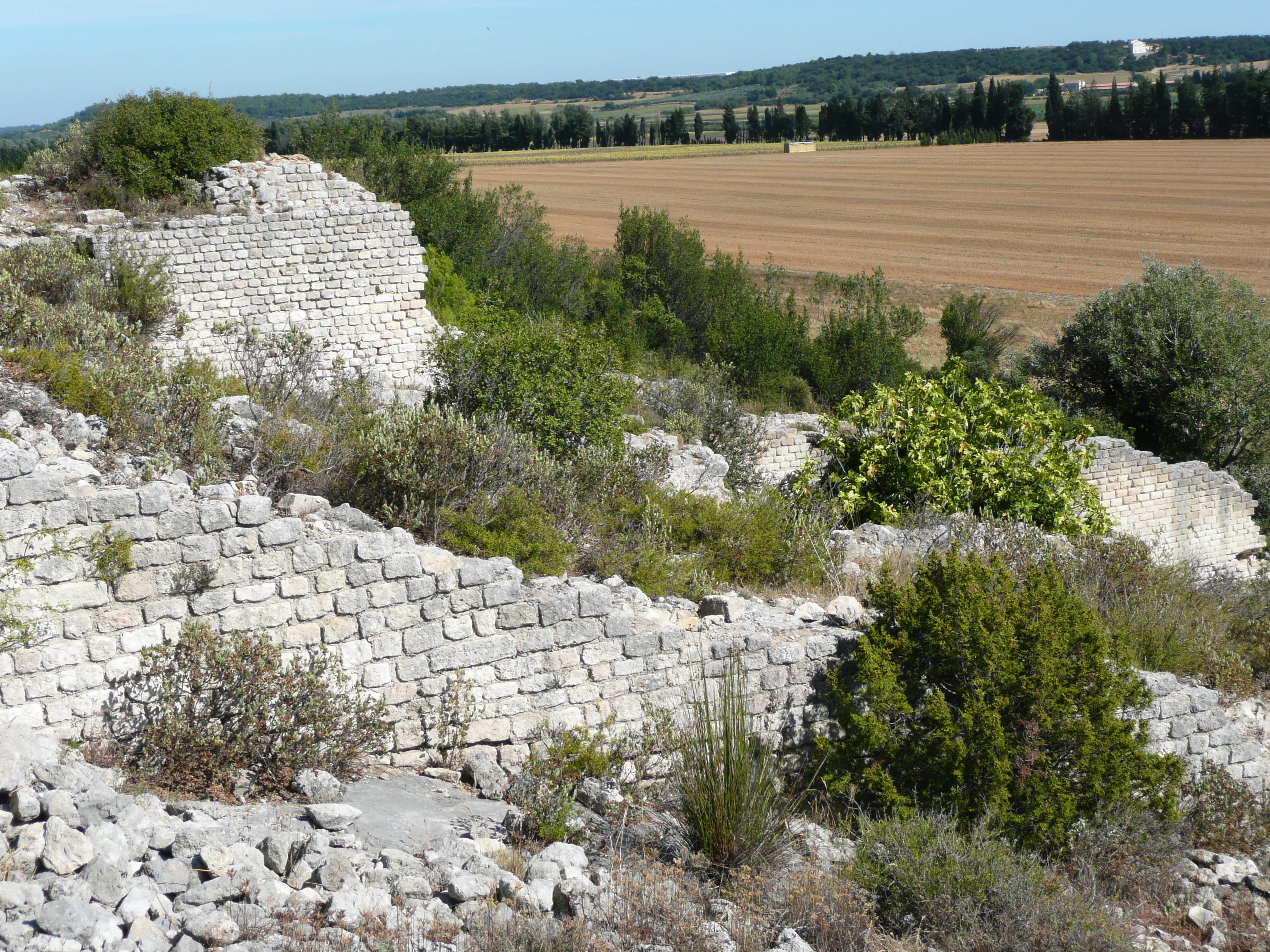
수도교 아래에 제분기

수차 기술은 비트루비우스 (《건축서》)와 대플리니우스 (《박물지》) 등에게서 확인되었듯이, 로마 시대에 높은 수준으로 발전되었다. 아를 인근 바르브갈에는 가장 큰 수차 단지가 존재하는데, 이 단지는 도시에 물을 대는 주요 수도교의 수로에서 물을 공급받았다. 또한 언덕 비탈 아래로 2열로 평행으로 배치된 16개의 각기다른 상사식 물레바퀴로 이뤄진 것으로 추정된다. 하나의 수레바퀴에서 나오는 유량이 그 다음에 아래에 있는 수레바퀴의 물의 유입량이 되었다.
아를에서 북쪽으로 20km에 있고, 퐁비에유 근처에 있으며 수도교가 가파른 언덕에 이르고 있는 곳인 바르브갈에는 수도교는 제분소에 동력을 공급하기 위한 연속으로 평행해서 놓인 수차에 물을 공급했다. 제분소 단지 북쪽에서 합류하는 수로교 2개와, 운영자들이 제분소 단지로 향하는 급수를 조절하수 있도록 하는 수문 1개 등도 존재하고, 제분소가 설치된 언덕으로 올라가는 계단과 더불어 수로와 제분기의 기초 등에 대한 상당한 석제 잔해들이 남아있다. 제분소 단지는 분명하게 1세기 말에서 대략 3세기 말까지 운영되었다. 이곳의 산출량은 아렐라테에 거주하는 인구 12,500명에게 빵을 공급하는 데 충분한, 하루에 4.5 톤으로 추정된다.

소아시아 히에라폴리스의 로마 시대의 수력 제재소의 구조

히에라폴리스 제재소는 소아시아 (오늘날 터키) 히에라폴리스에 있는 로마 시대의 수력으로 작동하는 석재 제재소이다. 서기 3세기 중반 때로 추정되는, 이 제재소는 크랭크와 연결봉을 연결한 기계로 알려진 가장 이른 시기의 장치이다.
물레방아는 히에라폴리스의 제분소 운영자였던 마르쿠스 아우렐리우스 암미아노스의 사르코파구스에 새겨진 부조에 나타나 있다. 물방아의 수로를 통해 작동하는 수차는 직사각형 블럭들을 자르는 기어 트레인을 통해 기계 바디톱 두 개에 동력을 공급하는 것을 보여준다.
게다가 기어 트레인이 없는, 크랭크와 연결봉 기계 장치가 요르단의 게라사와 터키의 에페소스 등에 있는 6세기의 수력으로 작동하는 석재 제재소에서 고고학적으로 확인된 바가 있었다. 독일의 트리어 지역의 수력으로 작동하는 대리석 제재소에 대한 문헌적 언급들을 아우소니우스의 서기 4세기 후반 시 모셀라에서 찾을 수 있다. 이 내용들은 로마 제국의 여러 곳들에서 수력의 다양화된 사용을 증명한다.
아쿠아 트라이아나에서 급수를 받은 제분소 단지가 야니쿨룸에 존재하기도 했다. 아우렐리아누스 성벽이 로마에 곡물 가루를 제공하는 데 쓰이는 곡물을 가는 데 사용된 물레방아들이 분명하게 포함되도록 언덕 위로 지어졌다. 따라서 제분소가 같은 시기에 지어졌거나 아우렐리아누스 (재위: 서기 270–275년) 황제가 성벽을 짓기 이전에 지어졌을 것이다. 야니쿨룸의 제분소는 가파른 언덕에서 내려오는 송수로에서 급수를 받았다.
따라서 이곳은 바르브갈과 닮았긴 했지만, 1990년대 후반 발굴에서 이곳의 제분소는 설계면에서 상사식에서 하상식이라는 것이 나타났다. 야니쿨룸의 제분소는 고트족이 로마를 공격하던 서기 537년에 급수가 중단되었다. 그렇지만 그 후에 제분소는 복구가 되었고 최소한 교황 그레고리오 4세 (827–44년) 시기 때까지 운영이 지속되었다.

## 같이 보기
- 건축서
- 로마 수도론
- 프론티누스
- 로마의 물레방아 목록
- 박물지
- 대플리니우스
- 로마의 농업
- 로마의 수도교
- 로마의 야금
- 로마의 광업
- 로마의 기술
- 비트루비우스

## 참고 문헌
- Davies, Oliver (1935). 《Roman Mines in Europe》. Oxford.
- Healy, A.F. (1999). 《Pliny the Elder on Science and Technology》. Oxford: Clarendon.
- Hodge, T. (2001). 《Roman aqueducts and Water supply》 2판. Duckworth.
- Ritti, Tullia; Grewe, Klaus; Kessener, Paul (2007), “A Relief of a Water-powered Stone Saw Mill on a Sarcophagus at Hierapolis and its Implications”, 《Journal of Roman Archaeology》 20: 138–163
- Smith, Norman (1972). 《A History of Dams》. Citadel Press.

## 추가 참고 서적
- Cuomo, Serafina. 2008. "Ancient written sources for engineering and technology." In The Oxford handbook of engineering and technology in the classical world. Edited by John P. Oleson, 15–34. New York: Oxford Univ. Press.
- Greene, Kevin. 2003. "Archaeology and technology." In A companion to archaeology. Edited by John L. Bintliff, 155–173. Oxford: Blackwell.
- Humphrey, John W. 2006. Ancient technology. Westport, CT: Greenwood.
- McNeil, Ian, ed. 1990. An encyclopedia of the history of technology. London: Routledge.
- Oleson, John P., ed. 2008. The Oxford handbook of engineering and technology in the classical world. New York: Oxford Univ. Press.
- Rihll, Tracey E. 2013. Technology and society in the ancient Greek and Roman worlds. Washington, DC: American Historical Society.
- White, Kenneth D. 1984. Greek and Roman technology. Ithaca, NY: Cornell Univ. Press.